# Das Loch im Weltraum
Das Loch im Weltraum (Originaltitel: The Immunity Syndrome) ist die nach Ausstrahlungsreihenfolge 18. und nach Produktionsreihenfolge 19. Episode der zweiten Staffel der Science-Fiction-Fernsehserie Raumschiff Enterprise. Sie wurde in englischer Sprache erstmals am 19. Januar 1968 bei NBC ausgestrahlt. In Deutschland war sie zum ersten Mal am 3. Juni 1972 in einer synchronisierten Fassung im ZDF zu sehen.

## Handlung
Im Jahr 2268 bei Sternzeit 4307.1 ist die Enterprise unterwegs nach Sternenbasis 6, damit die Besatzung dort einen Landurlaub verbringen kann, doch dann empfängt sie ein stark verstümmeltes Funksignal vom Raumschiff Intrepid, dessen Mannschaft ausschließlich aus Vulkaniern besteht. Wenig später empfängt der halb-vulkanische erste Offizier Spock eine telepathische Übertragung und ist sich sicher, dass die gesamte Mannschaft der Intrepid soeben getötet wurde. Die Enterprise setzt nun Kurs ins Sternensystem Gamma 7A, dem letzten Aufenthaltsort der Intrepid. Dort stellt sich heraus, dass nicht nur das vermisste Schiff zerstört wurde, sondern auch das gesamte System.
Als mögliche Ursache dieser Zerstörung wird eine Zone absoluter Dunkelheit identifiziert, die wie ein Loch im Weltraum wirkt. Der Wissenschaftler Spock sieht sich außer Stande, dieses Phänomen genauer zu beschreiben. Es besitzt eine starke Anziehungskraft, sendet aber nichts aus, abgesehen von einem sehr lauten Geräusch. Dieses führt zu Schwächeanfällen bei der Besatzung, wogegen Schiffsarzt McCoy ein Stimulans verabreicht. Da sich das Phänomen von außen nicht erforschen lässt, beschließt Captain Kirk, mit der Enterprise hineinzufliegen. Dort wird die Anziehungskraft stärker und zieht das Schiff zum Zentrum. Gleichzeitig verliert die Enterprise Energie und die Schwächeanfälle der Besatzungsmitglieder häufen sich. McCoy alarmiert den Captain, dass die Mannschaft in diesem Loch nicht lange überleben wird.
Spock und Chefingenieur Scott stellen fest, dass die Naturgesetze innerhalb dieses Phänomens offenbar umgekehrt funktionieren, wodurch sich die Wirkungsrichtung des Schiffsantriebs verkehrt herum verhält. Kirk befiehlt, alle verfügbare Energie in den Antrieb zu leiten, um mit einer maximalen Beschleunigung nach vorn das Schiff aus dem Loch heraus zu steuern. Der Plan misslingt und die Enterprise wird weiter zum Zentrum gezogen. Dort entdeckt die Mannschaft schließlich ein 11.000 Meilen langes Objekt, das wie eine Amöbe aussieht. Spocks Analyse ergibt, dass es sich tatsächlich um einen riesigen einzelligen Organismus handelt, der sich von Energie ernährt. Zudem ist es zur Reproduktion fähig. Eine Vernichtung des Wesens ist unvermeidlich, da es eine Gefahr für die gesamte Galaxie darstellt. Hierfür sind aber weitere Messdaten nötig. Um diese zu erhalten, muss ein Shuttle ins Innere des Wesens vordringen. McCoy und Spock melden sich freiwillig als Piloten, doch da es sich wahrscheinlich um eine Mission ohne Wiederkehr handelt, macht sich Kirk die Entscheidung nicht leicht. Schließlich wählt er Spock, da er ihn für qualifizierter hält.
Als Spock mit dem Shuttle in die Amöbe eindringt, nimmt die Energie in seinem Gefährt rasch ab. Er erkennt, dass die Zellteilung unmittelbar bevorsteht. Er entdeckt einen Weg zur Vernichtung des Wesens, doch der Funkkontakt zur Enterprise bricht ab, bevor er ihn übermitteln kann. Während die Mannschaft rätselt, was Spock gemeint haben könnte, lässt McCoy beiläufig das Wort „Antikörper“ fallen. Da kommt Kirk eine Idee: Nicht Antikörper, sondern Antimaterie ist der Schlüssel. Er lässt die Enterprise direkt in den Zellkern des Wesens steuern und eine Antimaterieladung in die Chromosomen abwerfen. Während dies geschieht, entdecken die Schiffssensoren das Shuttle mit dem noch lebenden Spock. Kirk nutzt die letzte verbliebene Energie, um das Shuttle mit einem Traktorstrahl an die Enterprise heranzuziehen. Kurz nachdem die Enterprise das Wesen verlassen hat, explodiert die Antimaterieladung. Das Wesen ist vernichtet und das von ihm erzeugte Phänomen ebenfalls. Die Enterprise befindet sich wieder im normalen Weltraum und ihre Energiewerte stabilisieren sich. Kirk lässt Kurs auf Sternenbasis 6 setzen, damit die Mannschaft nun endlich ihren Urlaub antreten kann.

## Verbindungen zu anderen Star-Trek-Produktionen
Einige Elemente aus dieser Folge wurden in späteren Star-Trek-Produktionen wieder aufgegriffen:
- Es bestehen gewisse Parallelen zur Handlung von Star Trek: Der Film aus dem Jahr 1979. In Das Loch im Weltraum wird etabliert, dass Spock nicht zwingend physischen Kontakt benötigt, um eine telepathische Verbindung zu einem anderen Wesen herzustellen, sondern dass dies unter bestimmten Umständen auch über weite Entfernungen möglich ist. Im Film spürt er auf dem Planeten Vulkan die Gedanken der weit entfernten Sonde V’Ger. Eine weitere Parallele ist das Vordringen der Enterprise in eine riesige Anomalie (hier das Loch, im Film die V’Ger umgebende Wolke). In beiden Geschichten macht sich Spock allein auf den Weg zum Zentrum der Anomalie.[1]
- Dass ein Raumschiff beinahe von einem riesigen Weltraum-Lebewesen verdaut wird, ist auch das zentrale Handlungselement der Folgen 1.06 (Der mysteriöse Nebel) und 5.14 (Euphorie) von Star Trek: Raumschiff Voyager aus den Jahren 1995 und 1999.

## Produktion

### Drehbuch
Das Loch im Weltraum war die einzige Folge von Raumschiff Enterprise, für die Robert Sabaroff das Drehbuch schrieb. Er schrieb später noch zwei Drehbücher für die Serie Raumschiff Enterprise – Das nächste Jahrhundert.

### Regie
Das Loch im Weltraum war die letzte von insgesamt 14 Raumschiff-Enterprise-Folgen, in denen Joseph Pevney Regie führte. Er und Marc Daniels teilen sich damit den ersten Platz für die meisten inszenierten Folgen der Serie.

### Darsteller
Robert C. Johnson, der den Kommandanten von Sternenbasis 6 sprach, erhielt hierfür keine Erwähnung in den Credits der Folge.

### Kulissen
Dies ist die letzte Folge der Serie, in der das Innere eines Shuttles zu sehen ist. Das Set wurde für diese Folge völlig neu gestaltet. Unter anderem wurden die Computer aus der Doppelfolge Talos IV – Tabu wiederverwendet.

### Kostüme
In Produktionsreihenfolge ist dies die letzte Folge, in der Kirk (William Shatner) seine alternative grüne Uniform trägt. In Ausstrahlungsreihenfolge ist sie das letzte Mal in der Folge Brot und Spiele zu sehen.
Lieutenant Kyle (John Winston) ist hier nur im Teaser für kurze Zeit in seiner üblichen roten Uniform zu sehen. Für den Rest der Folge trägt er zum einzigen Mal in der Serie eine grüngelbe Uniform. Dies war notwendig, um die Szenen, in denen er zu sehen ist, mit einem Blick vom Stuhl des Captains auf den Hauptbildschirm abzugleichen. Für letzteren wurde Archivmaterial verwendet, auf dem Chekov (Walter Koenig) sowie Schulter und Arm einer weiteren Person in grüngelber Uniform (Lieutenant Hadley, gespielt von William Blackburn) zu sehen sind.

### Effekte
Die Weltraum-Amöbe wurde von Frank Van der Veer erschaffen, der hierfür verschiedene Flüssigkeiten zwischen zwei Glasplatten presste. Durch die Bewegung der Scheiben wurde der Eindruck erweckt, dass die Amöbe pulsiert.

### Fehler
Der Name von Lieutenant Kyle wird im englischen Original von Kirk-Darsteller William Shatner durchgängig „Kaul“ ausgesprochen.

## Adaptionen
James Blish schrieb eine Textfassung von Das Loch im Weltraum, die auf Englisch erstmals 1973 in der Geschichtensammlung Star Trek 9 erschien. Die deutsche Übersetzung erschien 1973.
Jenny Parks verarbeitete Das Loch im Weltraum als eine von mehreren Raumschiff-Enterprise-Episoden in ihrem 2017 erschienenen Buch Star Trek Cats, in dem die Hauptfiguren der Serie als Katzen dargestellt werden.

## Rezeption
David Morgan führte Das Loch im Weltraum 2016 auf cbsnews.com als eine der besten Folgen von Raumschiff Enterprise auf.
Christian Blauvelt listete Das Loch im Weltraum 2022 auf hollywood.com in einem Ranking aller 79 Raumschiff-Enterprise-Folgen auf Platz 35.

## Parodien und Anspielungen
Die Folge 2.23 (Zorans Schicksal, englisch: The Immunity Syndrome) der britisch-italienischen Science-Fiction-Serie Mondbasis Alpha 1 von 1977 trägt den gleichen Originaltitel.
1997 wurden etwa drei Minuten von Das Loch im Weltraum in Rahmen des Fandub-Projekts Sinnlos im Weltraum parodistisch neu auf Deutsch synchronisiert und unter dem Titel Segelohr veröffentlicht. Das Loch im Weltraum ist die einzige Raumschiff-Enterprise-Folge, die in Sinnlos im Weltraum aufgegriffen wurde. Daneben wurden noch elf Folgen von Raumschiff Enterprise – Das nächste Jahrhundert neu synchronisiert.
Die Handlung der 1999 entstandenen Porno-Parodie XXX Trek: The Final Orgasm basiert auf der Folge Das Loch im Weltraum.